# Kromkarbid
Kromkarbid är ett keramiskt sammansatt material, som existerar i flera olika kemiska sammansättningar: Cr3C2, Cr7C3 och Cr23C6. Under normala förhållanden, existerar det som ett grått solitt material (som i bild till höger). Det är extremt hårt material, är eldfast och har högt korrosionsmotstånd. Vanligaste naturliga förekomsten är tongbaite (Cr3C2).

## Användningsområden
Kromkarbids egenskaper gör det lämpligt att använda som tillsats till metalliska legeringar, där det kan ge en nötningsbeständig yta på materialet.
En annan tillämpning är som korntillväxtshämmare i hårdmetall, för att få en högre hårdhet. Det har även visat sig att kromkarbid i kombination med vanadinkarbid kan ge hårdmetallämnen bättre mekaniska egenskaper, än tillsatser av karbiderna var för sig.